# Citrobacter
Genre
Synonymes
- Levinea Young et al. 1971

Citrobacter est un genre de bacilles Gram négatifs de la famille des Enterobacteriaceae. Son nom, formé du latin citrus (citron) et du néolatin bacter (bacille), fait référence à la capacité de l'espèce type à utiliser le citrate.
Plusieurs espèces, notamment l'espèce type Citrobacter freundii, sont des pathogènes humains occasionnels.

## Taxonomie
Le genre Citrobacter est créé en 1932 par reclassement d'une espèce alors nommée « Bacterium freundii ».
Jusqu'en 2016 il était rattaché par des critères phénotypiques à la famille des Enterobacteriaceae. Malgré la refonte de l'ordre des Enterobacterales par Adeolu et al. en 2016 à l'aide des techniques de phylogénétique moléculaire, Citrobacter reste dans la famille des Enterobacteriaceae dont le périmètre redéfini compte néanmoins beaucoup moins de genres qu'auparavant.

## Liste d'espèces
Selon la LPSN (29 octobre 2022) :
- Citrobacter amalonaticus  (Young et al. 1971) Brenner & Farmer 1982
- Citrobacter braakii Brenner et al. 1993
- Citrobacter cronae Oberhettinger et al. 2020
- Citrobacter europaeus Ribeiro et al. 2017
- Citrobacter farmeri Brenner et al. 1993
- Citrobacter freundii (Braak 1928) Werkman & Gillen 1932 – espèce type
- Citrobacter gillenii Brenner et al. 2000
- Citrobacter koseri Frederiksen 1970
- Citrobacter murliniae Brenner et al. 2000
- Citrobacter pasteurii Clermont et al. 2015
- Citrobacter portucalensis Ribeiro et al. 2017
- Citrobacter rodentium Schauer et al. 1996
- Citrobacter sedlakii Brenner et al. 1993
- Citrobacter telavivensis corrig. Ribeiro et al. 2021
- Citrobacter werkmanii Brenner et al. 1993
- Citrobacter youngae Brenner et al. 1993

Au sein du genre, l'espèce C. diversus a été reclassée en Citrobacter koseri.